# Gornja Poljana
Gornja Poljana – wieś w Chorwacji, w żupanii varażdińskiej, w mieście Varaždinske Toplice. W 2011 roku liczyła 269 mieszkańców.